# Singuratic
'Singuratic / Akela' - serial indian, drama care are loc la intersecția dintre două lumi - real și nelumesc. Ranvir, un ofițer de poliție, revine la viață după o comă de opt ani și descoperă că poate vedea oameni morți. Misiunea lui acum - pentru a ajuta la investigarea circumstanțele morții lor.